# Kastner & Öhler
Kastner & Öhler is een Oostenrijkse warenhuisketen, die voornamelijk actief is het zuiden van Oostenrijk. De historie van de onderneming gaat terug tot 1873, als Carl Kastner en Herman Öhler (1848–1918) in Troppau (tegenwoordig Opava in Tsjechië) een fourniturenhandel begonnen. Sinds 1994 verkoopt Kastner & Öhler sportartikelen onder de naam Gigasport.

## Geschiedenis
In 1883 miste Carl Kastner in Graz zijn aansluitende trein naar Zagreb. Bij een verkenningstocht door de stad vond hij een leegstaande winkelruimte in de centraal gelegen Sackgasse en huurde het. Hier ontstond de hoofdvestiging in Graz. In 1885 voerde de onderneming als eerste in Midden-Europa 'vaste prijzen' in. Hierdoor werd het mogelijk om de volgende innovatieve stap te nemen: in 1887 startte Kastner & Öhler als eerste onderneming in Europa een postorderbedrijf. De meertalige postordercatalogus werd verspreid onder klanten in de gehele Donaumonarchie.
In 1894 breidde de onderneming uit na de aankoop van aangrenzende panden in de Badgasse in Graz, waarna het eerste warenhuis van Oostenrijk-Hongarije werd geopend. Het warenhuis telde drie verdiepingen, die met liften te bereiken waren. Het warenhuis had een hal met een glazen overkapping.
Tussen 1912 en 1914 werd het warenhuis door het Weense architectenbureau Büros Fellner & Helmer verbouwd tot een van de modernste van Europa. Er kwamen klantenliften, ventilatiesystemen, generatoren, een buizenpostsysteem en een café met muziek. Het middelpunt was de "Grote hal" die drie verdiepingen hoog was en nog steeds bestaat. Destijds was deze voorzien van een grote, bonte glazen koepel. Voor de Eerste Wereldoorlog waren 330 medewerkers werkzaam bij het warenhuis, dat dan ook hoeden, parfums, lederwaren, papierwaren en herenmode verkocht. In 1917 werden daarnaast speelgoed, huishoudelijke artikelen, porselein en glaswerk en haarden en ovens in het assortiment opgenomen.
In 1939 verkochten de eigenaren van destijds, Franz Öhler, Dr. Richard Kastner en Albert Kastner de onderneming aan hun schoonzonen om, na de aansluiting van Oostenrijk aan NS-Duitsland, onteigening te voorkomen. De voormalige eigenaren vluchtten daarna naar Kroatië. Franz Öhler werd gearresteerd en stierf in Concentratiekamp Buchenwald. Op grond van de Nürnberger Gesetze moest de geariseerde onderneming in „Alpenlandkaufhaus“ hernoemd worden.
In 1945 werd het warenhuis, bij een bomaanval deels verwoest. Na het einde van de Tweede Wereldoorlog nam de derde generatie van de oprichtersfamilies het warenhuis over met dan nog 168 medewerkers. De jaren 50 stonden weer in het teken van groei. In 1959 braken innovatieve tijden aan in het bedrijf en werd in het vlaggenschipfiliaal in Graz de eerste roltrap van Steiermark in gebruik genomen. In hetzelfde jaar werd het bedrijf staatsleverancier en mag zich sindsdien profileren met het Oostenrijkse federale wapenschild.
Ter gelegenheid van het 100-jarige bestaan in 1973 ontwierp de Poolse kunstenaars Grabiański en Jablonski het bekende leeuwenkop-logo, dat tot 1991 gebruikt werd.
In 1991 werd het vlaggenschipfiliaal in Graz vernieuwd door het architectenbureau Szyszkowitz + Kowalski. Hierbij werd het filiaal uitgebreid, waarbij de oude bouw in de Sackgasse werd verbonden met het zogenoemde Jugendstilhaus in de Murgasse. De oude gevels werden hierbij behouden en opgenomen in de uitbreiding.
In 1994 werd het sinds de oprichting van de onderneming bestaande postorderbedrijf verkocht aan Neckermann. In 1997 veranderde het bedrijf zijn naam in Neckermann Versand Österreich AG.  Daarmee werd een afslanking van het assortiment in gang gezet, die in 2004 uitmondde in een twee merkenstrategie. Onder de naam Kastner & Öhler met de focus op mode en accessoires, huishoudelijke artikelen, speelwaren en parfumerie en onder de merknaam Gigasport de verkoop van sportatikelen.
In 2003 werd een parkeergarage gebouwd met 650 parkeerplaatsen direct aan de Mur. In 2008 werd gestrat met de volledige vernieuwing van de vlaggenschipwinkel in Graz door het Duits-Spaanse architectenbureau Nieto Sobejano Arquitectos. De vernieuwde winkel werd geopend in 2010 een kreeg in 2011 de A.R.E. Design Award van de Amerikaanse handelsvertegenwoordiging Association for Retail Environments. 
Men kreeg kritiek op de afbraak van oude gewelven, daterend uit 1629, die zonder afspraken met monumentenzorg waren afgebroken. De voor de verbouwing beloofde optische aanpassing van de dakconstructie bleef tot op de dag van vandaag achterwege, ondanks dat daarmee de opname van de oude binnenstad van Graz op de Werelderfgoedlijst van Unesco op het spel staat.

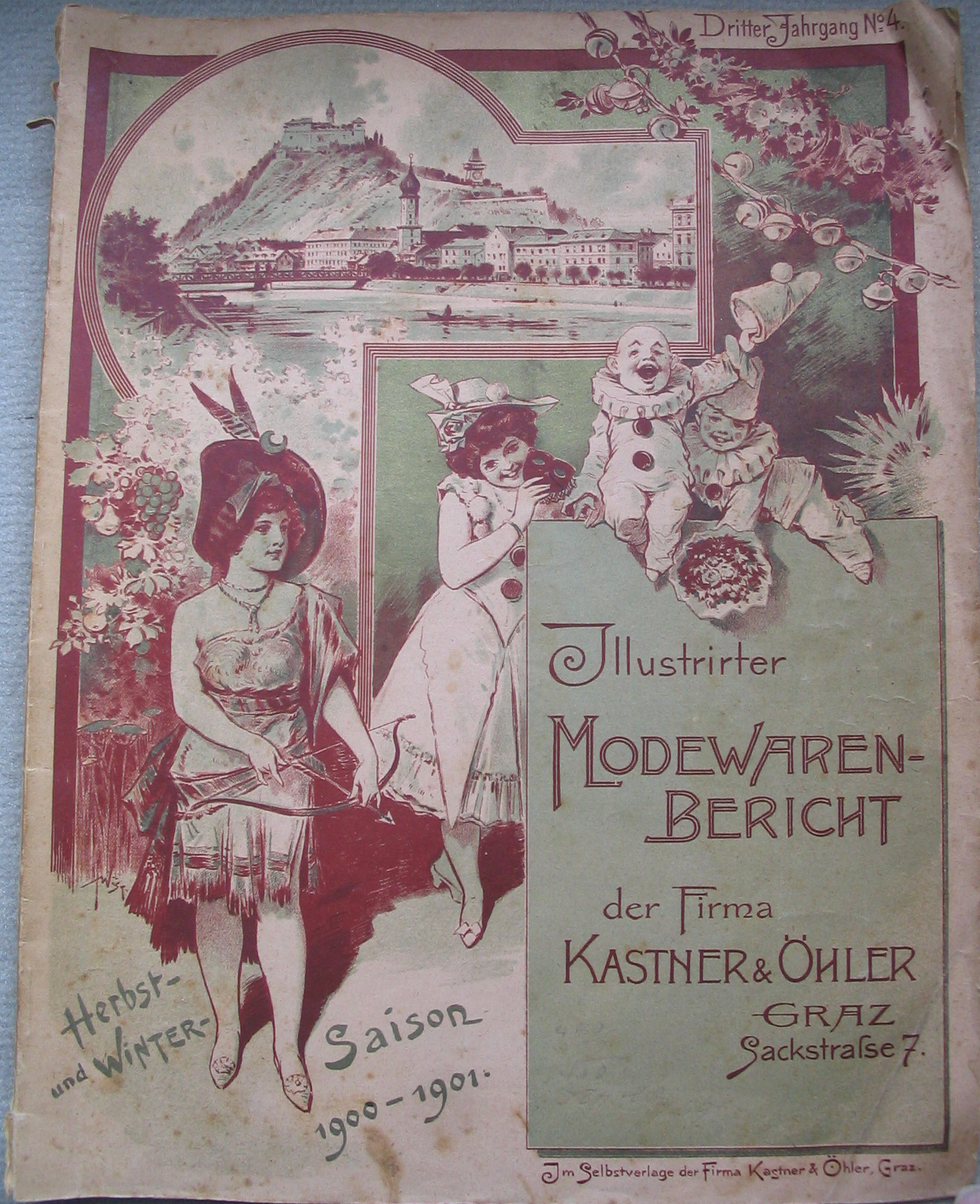
Modewarenbericht Herbst und Winter 1900–1901

### Heden
Sinds 1996 wordt de onderneming door de vijfde generatie familieleden geleid. In 2011 werd het bestuur, bestaande uit Thomas Böck en Martin Wäg uitgebreid met Andreas Zinschitz (verantwoordelijk voor Gigasport) en in maart 2013 kwam daar nog Alexander Petrskovsky als vierde bestuurder bij.
In 2014 de webshop voor mode van het warenhuis fors uitgebreid.
Tegenwoordig heeft Kastner & Öhler warenhuizen in Bärnbach, Fohnsdorf, Fürstenfeld, Graz (2 filialen),  Kapfenberg/Sankt Lorenzen im Mürztal, Laibach, Liezen, Oberwart, Ried im Innkreis, Spittal an der Drau, Villach, Vöcklabruck en Wolfsberg.

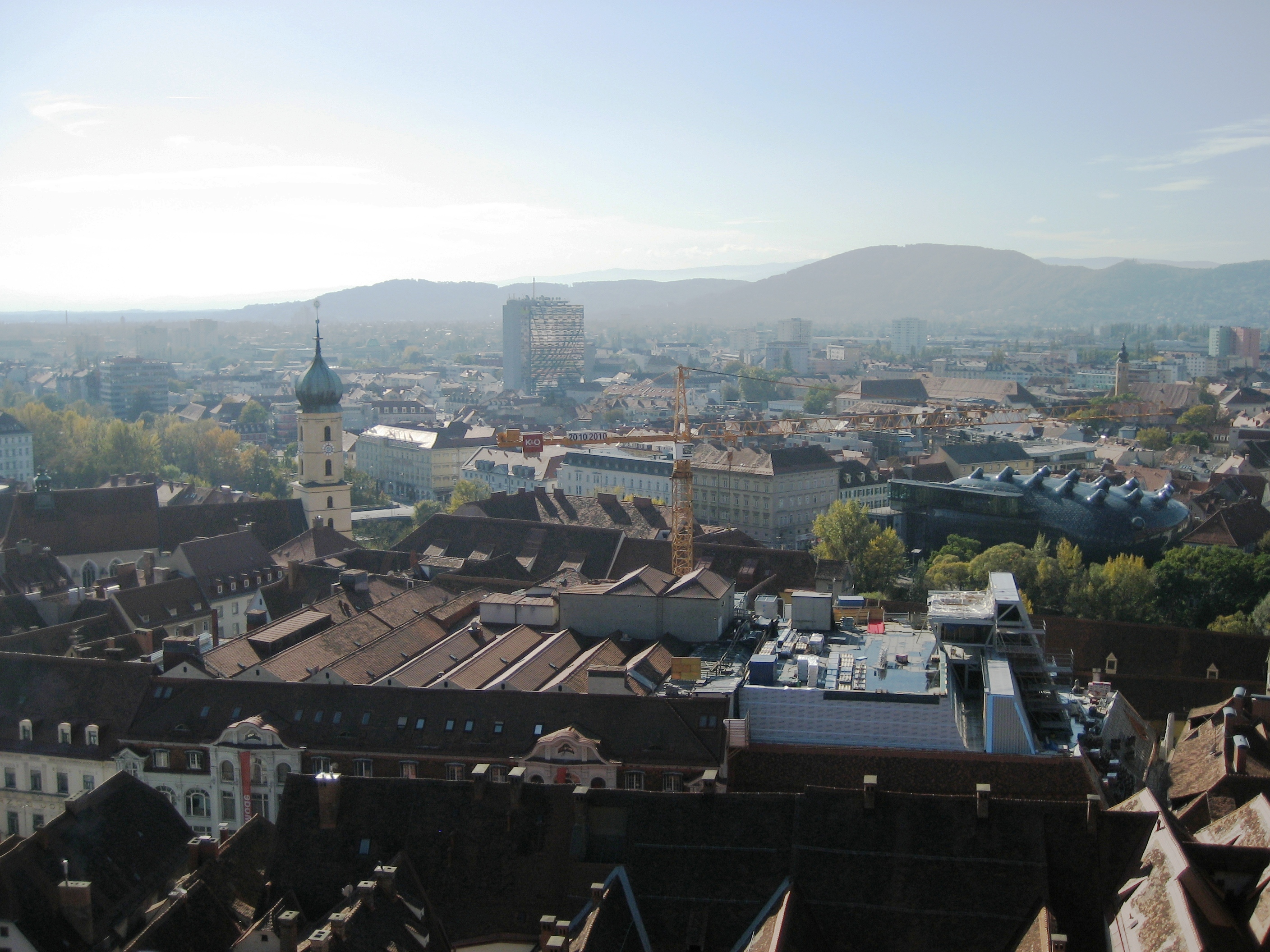
Dakopbouw van het vlaggenschipfiliaal in Graz in oktober 2009
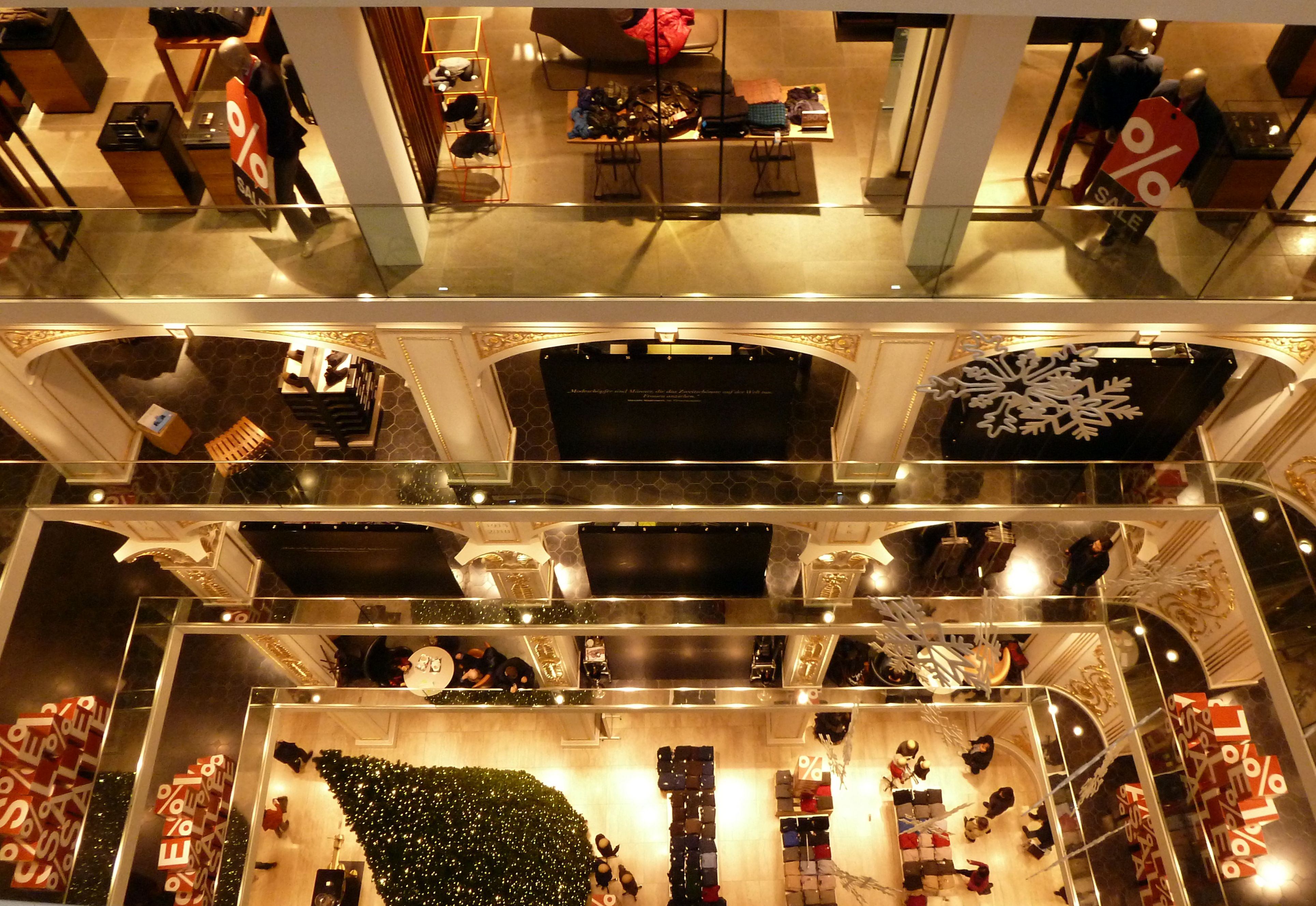
Interieur van het warenhuis in Graz (2012)

## Gigasport
Onder de naam Gigasport verkoopt Kastner & Öhler in de eigen filialen sportartikelen. Gigasport-filialen zijn er behalve in Oostenrijk ook in Slovenië, Tsjechië en in Slowakije. In 2012 werden de 12 filialen in Tsjechië en Slowakije met in totaal 280 medewerkers weer gesloten.
Eind 2014 had Gigasport 15 filialen in Oostenrijk.

## Ongeval bij abseilen
Op 19 december 2015 verongelukte een vrouw die de tijdelijk opgebouwde 'Flying Fox' vanaf het dak van het warenhuis in Graz abseilde en daarbij de kademuur van de Mur frontaal raakte.